# Bitwa morska w cieśninie Solent
Bitwa morska w cieśninie Solent – starcie zbrojne, które miało miejsce w roku 1545.
W lipcu 1545 r. flota francuska pod wodzą adm. Claude d'Annebaulta krążąca po kanale La Manche nawiązała kontakt ze stacjonującą w pobliżu Portsmouth flotą angielską admirała Lisleya. Do manewrów obu stron doszło 18 lipca w cieśninie Solent w rejonie mielizny Spitsand. W jej trakcie, Mary Rose wykonała ostry zwrot mając otwarte furty działowe, przez które do wewnątrz dostały się duże ilości wody. W efekcie okręt szybko zatonął razem z 400 osobami załogi. Równocześnie Francuzi zawzięcie zaatakowali flagowy okręt angielski Henry Grace a Dieu. Flota francuska ostatecznie wycofała się i bitwa nie została rozstrzygnięta.